# Villamagna (vino)
Il Villamagna è una DOC riservata ad alcuni vini la cui produzione è consentita nelle provincia di Chieti.

## Zona di produzione
Provincia di Chieti
La zona di produzione comprende l'intero territorio dei seguenti comuni:
- Villamagna

e parte di:
- Bucchianico
- Vacri

## Storia
Dal poeta spagnolo Marco Valerio Marziale (40-102 d.C.) apprendiamo che i vini abruzzesi venivano esportati a Roma e serviti sulle tavole dei Patrizi.
Nel 1323 figura nel Registro delle pergamene della Curia Arcivescovile di Chieti come terra di vigne, coltura assoggettata alla corresponsione di decime in favore della diocesi teatina.
La prima notizia storica sulla presenza del vitigno Montepulciano in Abruzzo, è contenuta nell'opera di Michele Torcia dal titolo Saggio Itinerario Nazionale pel Paese dei Peligni fatto nel 1792 (Napoli 1793).

## Tecniche di produzione
Nell'etichettatura è obbligatoria l'indicazione dell'annata di produzione; nella designazione dei vini Villamagna DOC può essere utilizzata la menzione vigna a condizione che sia seguita dal relativo toponimo.
I vini devono essere confezionati in bottiglie di vetro con capacità di 0,25 l, 0,375 l, 0,5 l, 0,75 l, 1,5 l, 3 l. Per la tipologia riserva è ammesso solo l'uso del tappo di sughero raso bocca.

## Disciplinare
Il Villamagna DOC è stato istituito con DM 20 aprile 2011 pubblicato sulla Gazzetta Ufficiale n. 106 del 9 maggio 2011.
Successivamente è stato modificato con:
- DM 30 novembre 2011 GU 295 – 20 dicembre 2011 Pubblicato sul sito ufficiale del Mipaaf Sezione Qualità e Sicurezza Vini DOP e IGP
- La versione in vigore è stata approvata con DM 7 marzo 2014 Pubblicato sul sito ufficiale del Mipaaf[1].

## Tipologie

### Rosso
| uvaggio                        | Montepulciano min 95%; possono concorrere le uve di altri vitigni a bacca rossa, non aromatici, idonei alla coltivazione in Abruzzo max 5%. |
| titolo alcolometrico minimo    | 13,00% vol. |
| acidità totale minima          | 4,5 g/l. |
| estratto secco minimo          | 30,00 g/l |
| resa massima di uva per ettaro | 120 q. |
| resa massima di uva in vino    | 70 % |

#### Caratteri organolettici
- Aspetto: rosso rubino intenso, tendenza al granato con l'invecchiamento;
- Olfatto: fruttato, intenso e caratteristico;
- Gusto: pieno, asciutto, armonico.

#### Abbinamenti consigliati
Antipasti con salumi, carni arrosto o alla griglia, formaggi di media stagionatura.

### Rosso riserva
| uvaggio                        | Montepulciano min 95%; possono concorrere le uve di altri vitigni a bacca rossa, non aromatici, idonei alla coltivazione in Abruzzo max 5%. |
| titolo alcolometrico minimo    | 13,50% vol. |
| acidità totale minima          | 4,5 g/l. |
| estratto secco minimo          | 32,00 g/l |
| resa massima di uva per ettaro | 120 q. |
| resa massima di uva in vino    | 70 % |

#### Caratteri organolettici
- Aspetto: rosso rubino intenso, tendente al granato con l'invecchiamento;
- Olfatto: fruttato, intenso, talvolta etereo e speziato;
- Gusto: pieno, asciutto, armonico;

#### Abbinamenti consigliati
Antipasti con salumi, carni arrosto o alla griglia, formaggi di media stagionatura.